# انصمام الوريد البابي
انصمام أو تصميم الوريد البابي (PVE) هو إجراء قبل جراحي يُجرى باستخدام الأشعة التداخلية بهدف البدء بتضخيم الأجزاء من الكبد التي ستُترك دون استئصال قبل أسبوعين من إجراء استئصال الكبد الرئيسي. يتضمن الإجراء حقن الوريد البابي الأيمن أو الأيسر بمادة الصمة لإغلاق تدفق الدم البابي. يتجه الدم إلى الأجزاء غير المصابة من الكبد ويزداد حجمها من خلال منع تدفق الدم إلى مناطق الكبد التي ستُزال جراحيًا. يسمح هذا الإجراء باستئصال أكثر شمولاً أو استئصال مرحلي ثنائي الجانب كان يشكل قبل هذا الإجراء مضاد استطباب، مما يؤدي إلى نتائج أفضل لعلاج الأورام.

## الاستخدامات الطبية
تعتمد مؤشرات انصمام الوريد البابي على نسبة بقايا الكبد المستقبلية FLR (ما سيُترك في الجسم دون استئصال من أجزاء الكبد) إلى إجمالي حجم الكبد المقدر TELV وحالة الكبد. على الرغم من عدم وجود إجماع على الحد الأدنى المطلق لحجم الكبد المطلوب لوظيفة كبد كافية بعد الاستئصال، يوصى باستخدام نسبة FLR / TELV لا تقل عن 25% للمرضى الذين لم يكن لديهم أمراض كبد سابقة بخلاف هذه الحالة، أما المرضى الذين يعانون من أمراض الكبد المزمنة مثل تليف الكبد فالنسبة المطلوبة يجب ألا تقل عن 40%. يجب أن يخضع المرضى الذين يتلقون علاجًا كيميائيًا مكثفًا مع FLR / TELV أقل من 30% قبل الجراحة لتصميم وريد بابي، وعلى العكس من ذلك لا يمنع العلاج الكيميائي إجراء تصميم وريد بابي لاحق.
تشمل الاعتبارات المهمة الأخرى قبل إجراء تصميم وريد بابي حالات المرض المشتركة (أو المرافقة) مثل مرض السكري ونوع الإجراء ومدى الاستئصال المخطط له. ارتبطت مقاومة الأنسولين بمعدلات أبطأ من التجدد وزيادة احتمال عدم كفاية نمو بقايا الكبد المتروكة بعد الجراحة، بالإضافة إلى ذلك، في حال تطلّب الاستئصال جراحة أكثر شمولاً مثل استئصال البنكرياس أو الأمعاء الدقيقة، قد تكون هناك حاجة إلى نسبة FLR / TELV أكبر.

## النتائج
إجراء تصميم وريد بابي قبل الجراحة هو إجراء جيد التحمل مع معدلات وفيات منخفضة للغاية (0.1%) ومعدلات فشل تقني (0.4%). معدلات المضاعفات منخفضة أيضًا (2-3%) وتشمل تجلط الوريد البابي، واحتشاء الكبد، والنخر، والعدوى، واسترواح الصدر، ومخاطر أخرى. يُحدد نجاح تصميم الوريد البابي حسب درجة الاستجابة التجديدية، والتي تعتمد أيضًا على عوامل مثل حالة الكبد الأساسية، وتقنية الإجراء، والأمراض المرافقة الموجودة مسبقًا. قُدّرت نسبة البقاء على قيد الحياة لمدة 5 سنوات عند المرضى الذين يعانون من أورام غير قابلة للاستئصال بسبب عدم كفاية بقايا الكبد التي ستُترك في حال تصميم الوريد البابي في إحدى الدراسات حوالي 29%.
يوجد في الأصل شكوك حول إمكانية تعزيز إجراء تصميم الوريد البابي لنمو الورم وزيادة معدلات نكسه، ولكن وجدت مراجعة منهجية عدم وجود فرق كبير في النكس بعد الجراحة أو معدلات البقاء الإجمالية لمدة 3 و5 سنوات. يشير هذا إلى أن تصميم الوريد البابي لا يسبب أي آثار ضارة كبيرة بالنسبة للورم. بشكل عام، تقنية تصميم الوريد البابي هي تقنية مهمة يمكن أن تتيح للمرضى الذين يعانون من عدم كفاية نسب FLR / TELV المتوقعة فرصة للاستئصال وعلاج محتمل لأمراض الكبد.

## المخاطر والفوائد
ثبت أن تصميم الوريد البابي ينطوي على المخاطر التالية:
- تجلط الوريد البابي واحتشاء الكبد والنخر وارتفاع ضغط الدم البابي.
- المخاطر المتعلقة بأي إجراءات عبر الكبد مثل النزيف والعدوى.
- نمو الورم المتسارع بسبب التدفق الشرياني الكبدي التعويضي وفي الحالات التي لا تنسد فيها جميع المناطق الحاوية على الورم بشكل صحيح.

ثبت أن لتصميم الوريد البابي الفوائد التالية:
- تقليل المراضة بعد الاستئصال عن طريق تقليل عدد المضاعفات ومدة الإقامة في المستشفى.
- يمكن للمرضى الذين يعانون في البداية من أورام غير قابلة للاستئصال بسبب عدم كفاية FLR / TELV إجراء عمليات استئصال.
- تقليل معدل الوفيات بعد الاستئصال عن طريق زيادة حجم برانشيمة الكبد الوظيفية.
- تتنبأ الاستجابة التجديدية الضعيفة لتصميم الوريد البابي بتجديد تعويضي ضعيف بعد استئصال الكبد ويمكن أن تساعد في تحديد المرضى غير المناسبين للاستئصال.